# Uppelsgrynnorna
Uppelsgrynnorna är en ö i Finland. Den ligger i Norra kvarken eller Bottenhavet och i kommunen Korsnäs i den ekonomiska regionen  Vasa i landskapet Österbotten, i den västra delen av landet. Ön ligger omkring 41 kilometer sydväst om Vasa och omkring 360 kilometer nordväst om Helsingfors.
Öns area är 0,8 hektar och dess största längd är 160 meter i sydöst-nordvästlig riktning. Närmaste större samhälle är Korsnäs, 6,9 km sydost om Uppelsgrynnorna.